# Mai Satō
Mai Satō (japanisch 佐藤 麻衣 Satō Mai; * 1981 in Japan) ist eine japanische Sozialwissenschaftlerin und Kriminologin. Sie ist eine prominente Gegnerin der Todesstrafe und lehrt als Professorin an der Monash University in Melbourne. Seit 2024 ist sie UN-Sonderberichterstatterin zur Menschenrechtssituation im Iran.

## Biographie
Im Jahr 2000 begann sie an der Chūō-Universität in Tokio ein Studium in International Law and Business, 2001 wechselte sie an die University of York, wo sie 2003 einen Bachelor in Politikwissenschaften und Soziologie erwarb.
Von 2005 bis 2006 absolvierte sie an der University of London einen Studiengang Human rights and criminologie, den sie mit einem LL.M. abschloss.
Von 2007 an forschte Mai Satō am King’s College in London. Sie schloss dort ihre Promotion 2011 ab. In ihrer Dissertation untersuchte sie die öffentliche Einstellung zur Todesstrafe in Japan. Sie nutzte Umfragen und soziale Experimente, um die Auswirkungen von Informationen und Beratungen auf die Unterstützung der Todesstrafe zu ermitteln. Dabei zeigte sich, dass die Einstellung zur Todesstrafe nicht fest, sondern fließend ist und durch Informationen stark beeinflussbar ist. Nach ihrer Promotion arbeitete sie am Centre for Criminology der University of Oxford und am Institute for Criminal Policy Research am Birkbeck, University of London. 2015 wurde sie Dozentin an der School of Law der University of Reading.
2018 wechselte sie an die Australian National University in Canberra, 2020 wurde sie außerplanmäßige Professorin an der Monash University in Melbourne. Dort baute sie mit Eleos Justice eine Institution zum Thema Todesstrafe auf, an der geforscht und gelehrt sowie praktische Rechtspflege geübt wird.
Mai Satō ist eine gefragte Expertin für nationale Regierungen, interstaatliche Institutionen und nichtstaatliche Organisationen. Neben Arbeiten zur Todesstrafe in Japan, Malaysia, den Philippinen, Indien, Kenia und Zimbabwe forscht sie auch zu Drogen, Justizirrtümern, Polizeiarbeit und Menschenrechten.
Seit 1. August 2024 ist Satō als Nachfolgerin des Pakistanis Javaid Rehman Sonderberichterstatterin zur Menschenrechtssituation im Iran beim UN-Menschenrechtsrat.

## Auszeichnungen
- 2014 Young Criminologist der Japanese Association of Sociological Criminology[1]

## Publikationen (Auswahl)
- Alexander, C., Sato, M., Zanghellini, A.: State-Enabled Killing of Same-Sex-Attracted People: A Legal Pluralist Account. In: Law and Social Inquiry, 48(3), pp. 719–747. 2023 (englisch).
- Williamson, H., Sato, M., Dioso-Villa, R.: Wrongful Convictions and Erroneous Acquittals: Applying Packer’s Model to Examine Public Perceptions of Judicial Errors in Australia. In: International Journal of Offender Therapy and Comparative Criminology, 67(8), pp. 783–802. 2023 (englisch).
- Sato, M.: Politics of International Advocacy Against the Death Penalty: Governments as Anti–Death Penalty Crusaders. In: International Journal for Crime, Justice and Social Democracy, 11(3). 2022 (englisch).
- Finnane, M., Sato, M., Trevaskes, S.: Death Penalty Politics: The Fragility of Abolition in Asia and the Pacific. In: International Journal for Crime, Justice and Social Democracy, 11(3). 2022 (englisch).
- Zanghellini, A., Sato, M.: A Critical Recuperation of Watsuji’s Rinrigaku. In: Philosophia (United States), 49(3), pp. 1289–1307. 2021 (englisch).
- Bacon, P., Sato, M.: What role for nuclear power in Japan after Fukushima? A human security perspective. In: Human Security and Japan's Triple Disaster: Responding to the 2011 Earthquake, Tsunami and Fukushima Nuclear Crisis, pp. 160–179. 2014 (englisch).,
- Sato, M.: The death penalty in Japan: Will the public tolerate abolition? In: The Death Penalty in Japan: Will the Public Tolerate Abolition?, pp. 1–255. 2013 (englisch).